# Jorge Abbott
Jorge José Winston Abbott Charme (1 de octubre de 1947) es un abogado chileno. Desde el 1 de diciembre de 2015 ejerció como Fiscal Nacional del Ministerio Público de Chile  hasta 2022.  Anteriormente, se desempeñó como Director Ejecutivo Nacional del Ministerio Público y Fiscal Regional de la Región de Valparaíso.

## Familia y estudios
Es hijo de Luz Charme Montt —y, por lo tanto, parte de la familia Montt—, empresaria del área gastronómica y dirigenta del Partido Demócrata Cristiano, y de Eduardo Abbot Godoy. Sus tatarabuelos fueron Ambrosio Montt Luco, militante del Partido Nacional y diputado desde 1870 hasta 1882, y Luz Montt Montt, hija de Manuel Montt, presidente de Chile entre 1851 y 1861. Es tataranieto del ministro del Interior y presidente del Senado, Eduardo Charme Fernández. Por parte de su madre, es sobrino de Eduardo Charme Aguirre, quien fue abogado y director del Servicio Electoral entre 2014 y 2016. Es primo de Alfredo Moreno Charme, empresario y político chileno, y ministro en ambos gobiernos de Sebastián Piñera.
Estudió en la Facultad de Derecho de la Pontificia Universidad Católica de Valparaíso, titulándose de abogado el 31 de julio de 1979. En su época de estudiante fue militante de la Juventud DC y del MAPU.

## Carrera profesional
Se desempeñó como Subdirector General de la Corporación de Asistencia Judicial de la Región de Valparaíso desde 1988 a 1990. Entre 1990 y 1992 asumió como subrogante la Dirección General de este organismo, y a partir de 1992 y hasta 2002, fue su director general titular.
A fines de 2002 ingresó al Ministerio Público, siendo designado fiscal regional de la Región de Valparaíso, cargo que desempeñó entre 2003 y 2010. Entre 2011 y 2014 se dedicó al ejercicio libre de la profesión de abogado. En 2014 fue nombrado Director Ejecutivo Nacional del Ministerio Público de Chile.
Fue designado por la presidenta Michelle Bachelet como Fiscal Nacional, para reemplazar a Sabas Chahuán al término de su periodo. Asumió el cargo el 1 de diciembre de 2015.

## Controversias
Durante su período como fiscal nacional, Abbott fue objeto de diferentes acusaciones: entre ellas la firma de un acuerdo con organizaciones religiosas que obligaba a la fiscalía a mantener las investigaciones en secreto. Bajo su administración se dieron varios casos de personas que, si bien fueron encontrados culpables de corrupción política, recibieron penas menores como la obligación de asistir a clases de ética. Sostuvo reuniones privadas con personajes políticos que estaban siendo investigados por corrupción en los famosos casos Penta y SQM y la Ley de Pesca, un famoso caso de soborno a legisladores en el que el propio Abbott fue acusado de impedir que la investigación se desarrollara normalmente, y ha sido acusado formalmente frente a otros poderes del estado de encubrir actos de corrupción en diferentes ocasiones, aunque en ninguna de ellas la acusación ha sido exitosa.